# Natura 2000-område nr. 63 Sønder Feldborg Plantage
Natura 2000-område nr. 63 Sønder Feldborg Plantage  er et habitatområde (H56) og fuglebeskyttelsesområde (F42) der er beliggende nord for Herning mellem Karup og Holstebro. Området består dels af nåletræsplantage og dels af lysåbne arealer, og har et samlet areal på 120 ha, og er ejet af Naturstyrelsen.
Store dele af arealet er rester af et større gammelt moseområde, Hammermose, der delvist er drænet og opdyrket til enten landbrugs- eller skovbrugsformål. Arealet ligger således også i direkte tilknytning til en de af den tidligere Hømose, der dog for størsteparten ligger udenfor Natura 2000 området. Området er udpeget for at beskytte de tilbageværende arealer med hængesæk og mosaikken af hedetyper. Disse naturtyper er samtidig potentielle levesteder for tinksmed, der dog ikke er fundet på stedet i de senere år. I den nordlige ende er der opsat et tårn med en fin udsigt over hedemosen.
Natura 2000-området ligger i den nordlige ende af den meget større plantage, og der ligger flere småsøer, hvor den største er Lillesø på ca. 3 ha. Her ligger rester af to studefolde, som blev brugt frem til 1870, da en gamle studevej fra Salling passerede her forbi .

## Videre forløb
Natura 2000-planen blev vedtaget i 2011, hvorefter kommunalbestyrelserne
og Naturstyrelsen udarbejdede bindende handleplaner for
gennemførelsen af planen.  Planen videreføres og videreudvikles i senere planperioder. Natura 2000-området ligger i Herning Kommune, og naturplanen koordineres med vandplanen for 1.2 Hovedvandopland Limfjorden

## Eksterne kilder og henvisninger
1. ↑  Miljøstyrelsen Midtjylland (juni 2023). "Naturplan 2022-2027  Natura 2000-område nr. 63 Sønder Feldborg Plantage" (PDF). mst.dk. Miljøstyrelsen. Arkiveret (PDF) fra originalen 8. juni 2024. Hentet 8. juni 2024.
2. ↑  
Miljøstyrelsen Nordjylland (2023). "Revideret basisanalyse 2022-2027  Natura 2000-område nr. 63 Sønder Feldborg Plantage" (PDF). mst.dk. Miljøstyrelsen. Arkiveret (PDF) fra originalen 8. juni 2024. Hentet 8. juni 2024.
3. ↑  Hedearealer i Sdr. Feldborg Plantage på dofbasen.dk
4. ↑  "Natura 2000-planlægning 2022-2027". mst.dk. Miljøstyrelsen. 2023. Arkiveret fra originalen 29. marts 2024. Hentet 11. maj 2024.
5. ↑  "Hovedvandopland 1.2 Limfjorden 2009 – 2015" (PDF). mst.dk. Miljøministeriet Naturstyrelsen. Arkiveret fra originalen (PDF) 6. juni 2024. Hentet 6. juni 2024.

- kort over området  miljoegis.mim.dk